# 8 Days of Christmas (canção)
"8 Days of Christmas" é uma canção do girl group americano Destiny's Child, para o álbum de Natal de mesmo nome (2001). Escrito pelas integrantes da banda Beyoncé e Kelly Rowland, juntamente com Errol McCalla Jr., que lidou com sua produção, é uma música com tema de Natal com elementos pesados de R&B e dance pop. Lançado como um single promocional em apoio ao seu álbum principal, 8 Days of Christmas foi lançado em novembro de 2000 na reedição do segundo álbum do grupo The Writing's on the Wall (1999) e o CD single de seu single número um "Independent Women".

## Composição
A música é baseada nos Doze Dias do Natal, mas os "8 Dias" no título são uma referência a Chanucá, mas o feriado não é mencionado na música. Knowles afirmou durante a estréia do clipe "8 Days of Christmas" no programa 106 & Park, no outono de 2001: "Na verdade, escrevemos a música há dois anos, quando fomos aos estúdios para fazer algo para o Natal. Foi dai que surgiu a ideia de fazer um álbum natalino."

## Videoclipe
O vídeo do single "8 Days of Christmas" foi lançado no inverno dos Estados Unidos de 2001. Ele foi dirigido por Sanaa Hamri. No vídeo, as três integrantes do grupo, aparecem com vestimentas de Papai Noel numa loja de brinquedos num dia em que está nevando. No final do vídeo, várias crianças correm até a loja de briquedos onde o grupo lhes dá presentes.

## Faixas
- "Independent Women" CD maxi-single dos EUA[2]

1. "Independent Women" (Parte 1 - Versão do Álbum) – 3:41
2. "Independent Women" (Victor Calderone Drum Dub Mix) – 5:30
3. "Independent Women" (Victor Calderone Club Mix) – 9:36
4. "Independent Women" (Maurice's Independent Man Remix) – 7:30
5. "8 Days of Christmas" – 3:29

- CD single[2]

1. "8 Days of Christmas" (Versão do Álbum) – 3:29
2. "Emotion" (Versão do Álbum) – 3:56

- CD promocional dos EUA[3]

1. "8 Days of Christmas" (Versão do LP) – 3:29
2. "8 Days of Christmas" (Instrumental) – 3:29
3. "8 Days of Christmas" (A Cappella) – 3:29

- CD promocional do Brasil

1. "8 Days of Christmas" (Versão do Álbum)
2. "8 Days of Christmas" (Edição de rádio)
3. "8 Days of Christmas" (BCDj's Holiday Mix)

- CD single Europeu[4]

1. "8 Days of Christmas" (Versão do Álbum) – 3:29
2. "Emotion" (Versão do Álbum) – 3:56

## Desempenho nas tabelas musicais

### Paradas semanais
| Chart (2001)                                   | Maior posição |
| ---------------------------------------------- | ------------- |
| Estados Unidos (Billboard R&B/Hip-Hop Airplay) | 54            |
| Estados Unidos (Billboard R&B/Hip-Hop Songs)   | 57            |